# Virginie Cueff
Virginie Cueff (* 18. Juni 1988 in Gouesnou) ist eine ehemalige französische Bahnradsportlerin.

## Sportliche Laufbahn
Virginie Cueff errang ab 2008 fünf Medaillen bei Nachwuchs-Europameisterschaften, 2008 und 2010 wurde sie gemeinsam mit Sandie Clair U23-Europameisterin im Teamsprint. Bei den UCI-Bahn-Weltmeisterschaften 2007 und 2008 belegten die beiden Fahrerinnen jeweils Rang vier in derselbe Disziplin. Im Keirin, Sprint und 500-Meter-Zeitfahren holte sie seit 2006 mehrfach Silber- und Bronzemedaillen. Auch bei Läufen des Bahnrad-Weltcup sowie bei französischen Meisterschaften stand sie in diesen Disziplinen wiederholt auf dem Podium.
2013 wurde Cueff französische Meisterin im Sprint, und im Jahr darauf errang sie drei nationale Meistertitel, im Sprint, im Keirin sowie im 500-Meter-Zeitfahren. 2015 wurde sie Vize-Europameisterin im Keirin.
2016 wurde Virginie Cueff für die Teilnahme an den Olympischen Spielen in Rio de Janeiro nominiert. Sowohl im Sprint wie auch im Keirin belegte sie Platz zwölf, gemeinsam mit Sandie Clair wurde sie Sechste im Teamsprint. Anschließend erklärte sie ihren Rücktritt vom Leistungsradsport.

## Erfolge
2006
- Junioren-Europameisterschaft – Sprint, Scratch
- Junioren-Europameisterschaft – 500-Meter-Zeitfahren

2007
- U23-Europameisterschaft – 500-Meter-Zeitfahren

2008
- U23-Europameisterin – Teamsprint (mit Sandie Clair)

2010
- U23-Europameisterin – Teamsprint (mit Sandie Clair)
- U23-Europameisterschaft – Sprint
- U23-Europameisterschaft – 500-Meter-Zeitfahren

2013
- Französische Meisterin – Sprint

2014
- Französische Meisterin – Sprint, Keirin, 500-Meter-Zeitfahren

2015
- Europameisterschaft – Keirin
- Französische Meisterin – 500-Meter-Zeitfahren